# Kokkai Futoshi
Kokkai Futoshi, nato Levan Tsaguria (in georgiano ლევან ცაგურია?, 黒海 太 (?); Sukhumi, 10 marzo 1981), è un lottatore di sumo georgiano.
È il primo rikishi di origini europee della storia e il primo georgiano a raggiungere la divisione più alta del sumo, la Makuuchi.

## Carriera
Primogenito maschio di un campione di lotta, comincia già a sei anni a praticare questo sport. A causa della guerra di secessione in Abcasia nel 1992 è costretto con la sua famiglia a fuggire a Tbilisi. Interessatosi al sumo, dopo aver partecipato ad un torneo amatoriale in Germania, decide di partire per il Giappone per cimentarsi in questa disciplina a livello professionistico. Fa il suo debutto nel maggio del 2001 come rikishi della Oitekaze beya, con lo shikona Kokkai, che letteralmente significa Mar Nero, come per ricordarne i natali.
Nel gennaio del 2004 viene promosso in makuuchi, la divisione maggiore e a novembre dello stesso anno sconfigge alla terza giornata del torneo l'ōzeki già in kadoban Musōyama, portandolo al ritiro. Sussegue un periodo di continue retrocessioni e promozioni nel quale colleziona due kinboshi contro lo yokozuna Asashōryū, due sanshō per lo "spirito combattivo" e, nel settembre del 2006, il suo primo ingresso nel sanyaku col rango di komusubi.
A causa di numerosi problemi fisici, soprattutto alla schiena ed al gomito, Kokkai ha però iniziato a perdere colpi, finendo con l'essere retrocesso nella divisione sottostante Juryō dopo l'ultimo torneo di gennaio 2011 (Hatsu-Basho) ed a causa di un mediocre risultato (3-12). Attualmente la sua crisi continua e nel torneo attuale, il Giryo Shinsa Basho (torno sostitutivo del Natsu-Basho) Kokkai sta andando molto male anche tra i Juryo.

## Stile di combattimento
Tipico il suo stile di combattimento molto fisico e manesco, detto oshizumō, uno stile poco tecnico ma molto efficace nella sua ruvidezza; uno stile con il quale ha ottenuto i suoi migliori risultati finché un infortunio alla schiena lo ha costretto a cambiare modalità di combattimento, fiaccandone i risultati.